# Fosdrin
Fosdrin é um organofosforado usado como pesticida e inseticida, inibidor da colinesterase. Inibe a ação da acetilcolinesterase, interferindo na ação neurotransmissora da acetilcolina nas sinapses nervosas e nas junções neuromusculares. A alta afinidade para ligar e inibir a acetilcolinesterase interfere na inativação da acetilcolina nos receptores nicotínicos e muscarínicos. É tóxico e no caso de ingestão, pode causar dor abdominal, sudorese, náuseas, vomito, agitação, bradicardia e até mesmo o coma.